# Palazzo Piazza Paulucci
Palazzo Piazza Paulucci, o Palazzo Paulucci, è un edificio storico della città di Forlì che occupa tutto un lato di Piazza Ordelaffi. Il suo nome è legato a due antiche e potenti famiglie nobiliari che ne furono proprietarie: i Piazza e i Paulucci de' Calboli.
Oggi è sede della Prefettura.

## Storia
La costruzione iniziò il 1º ottobre 1673, su ispirazione dei palazzi del Laterano e Farnese a Roma, per opera di monsignor Camillo dei conti Piazza, vescovo titolare di Dragonia, durante il periodo di massimo splendore della sua famiglia. I lavori continuarono con il cardinale Giulio Piazza, per poi arrestarsi.
Portato in dote dalla contessa Giulia Piazza quando sposò Giacomo Paulucci, il complesso fu acquistato dal Comune di Forlì nel 1880 col fine di completarlo per utilizzarlo.
Conclusi i lavori, vi fu trasferito l'Archivio storico comunale e in parte destinato a Museo archeologico, poi a pubblica scuola, mentre nel 1908 gli ampi seminterrati ospitarono la prima sede della cantina sociale forlivese, i cui principali promotori furono Pio Manuzzi, Dante Gibertini ed Ercole Gaddi, presidente del comizio agrario.
Nel 1924 matura il progetto di un nuovo cambio destinazione come sede del Tribunale. I lavori, iniziati effettivamente nel 1932 su progetto dell'architetto Leonida Emilio Rosetti, furono interrotti l'anno seguente su intervento di Benito Mussolini perché, nel frattempo, sull'influenza delle linee guida tracciate dall'architetto urbanista Marcello Piacentini, si era sviluppata una nuova concezione architettonica del palazzo di Giustizia. Decidendo di dedicare a quest'ultimo un progetto ex novo, analogamente a quanto avveniva in altre importanti città, palazzo Piazza Paulucci fu perciò destinato a sede del Palazzo del Governo a Forlì.

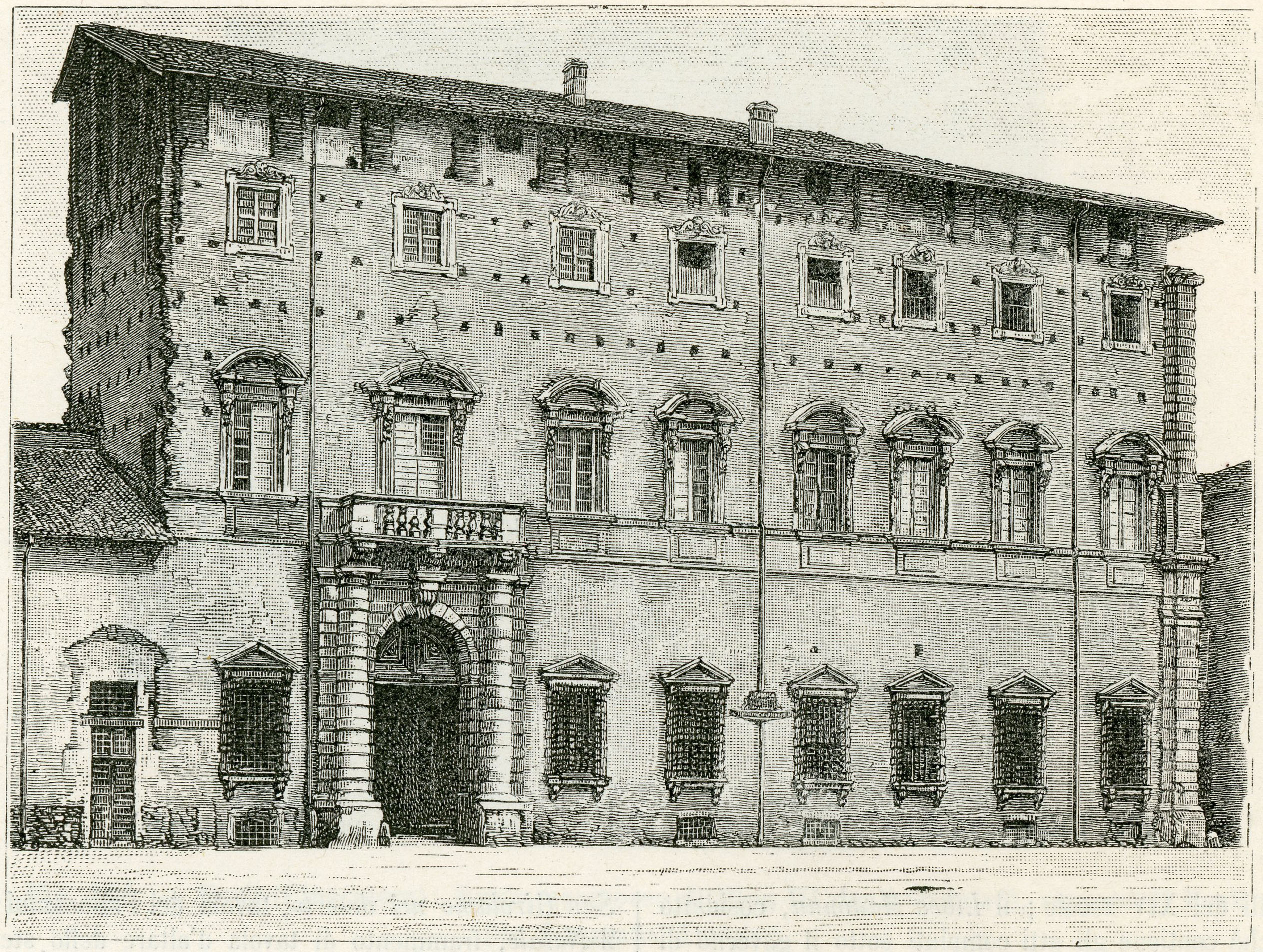
Palazzo Paolucci in una stampa ottocentesca

## L'architettura
Il progetto venne inizialmente definito dall'architetto Cesare Bazzani, accademico d'Italia, protetto dall'influente amicizia di Costanzo Ciano, padre di Galeazzo (marito di Edda Mussolini), molto attivo a Forlì in quegli anni.
Nel 1936 iniziò il ripristino, ove possibile, delle vesti decorative originarie, secondo una vera e propria progettazione in stile.
In realtà, mentre i prospetti esterni vennero completati secondo un arbitrio discreto, gli interni furono pesantemente manomessi, come si può notare nella sala degli stucchi dell'appartamento cardinalizio.
Alla morte di Bazzani nel 1939, i lavori furono diretti dal fido collaboratore Italo Mancini.
Bazzani predispose anche un appartamento per i soggiorni forlivesi del Capo dello Stato e per la cui decorazione incaricò nel 1939 la sua collaudata collaboratrice romana Maria Biseo, con affreschi murali ispirati all'apologesi del pane.
Fra le opere scultoree vanno ricordati i tre stemmi in pietra, realizzati dallo scultore Giuseppe Casalini, situati sopra la finestra centrale, il secondo dei quali conduce all'insegna dei Savoia, mentre gli altri due ai gonfaloni della Provincia e del Comune.
Le altre opere scultoree si devono a Gianna Nardi Spada, che realizzò il pannello decorativo raffigurante la provincia di Forlì a B. Boifava. Cesare Camporesi realizzò a stucco i pregevoli soffitti a cassettoni.
Le decorazioni poste sulle pareti del salone d'onore, non più visibili, furono realizzate da Francesco Olivucci fra il 1937 ed il 1941. Non è noto come sia avvenuta l'eliminazione di quest'opera, che doveva risultare enorme (oltre 150 metri quadri) e che richiese all'autore un grande impegno tecnico e creativo.
Dietro approvazione di varie commissioni e lievemente corretto dallo stesso Mussolini, l'Olivucci affrontava il tema dei "trionfi" del fascismo, in particolare, la marcia su Roma, il varo della Carta del Lavoro, la conquista dell'impero e il re imperatore, le forze armate.
Bazzani progettò, reinventandolo, anche il giardino retrostante secondo lo schema dei giardini delle ville romane del Cinquecento. Fa da fondale una scenografica esedra, sull'asse dell'ingresso del palazzo, dove domina una statua in marmo di Carrara raffigurante Giunone, opera dello scultore romano Publio Morbiducci.